# Edward Jones (mártir)
Edward Jones (falecido em 6 de maio de 1590) foi um mártir galês da Igreja Católica Romana. Foi beatificado em 1926 com os outros Mártires de Douai.

## Vida
Ele nasceu em Llanelidan em Dyffryn Clwyd. Ele foi batizado anglicano na Diocese de St Asaph. Ele viajou pela Europa, e durante suas viagens tornou-se católico.
Em 1587, em Reims, foi recebido na Igreja Católica. Estudou para ser padre no Douai College. Em 11 de junho de 1588, foi ordenado sacerdote em Loon. Em dezembro de 1588, ele retornou à Inglaterra e permaneceu por algum tempo em uma mercearia em Fleet Street.
Em 1590, foi preso naquela loja por Richard Topcliffe, “que fingia ser católico”.  Ele foi levado para a Torre de Londres e torturado lá. Em Old Bailey "ele fez uma defesa hábil e erudita, alegando que uma confissão obtida sob tortura não era legalmente suficiente para garantir uma condenação. O tribunal elogiou-o pela sua atitude corajosa". No entanto, ele foi condenado por alta traição. Juntamente com Anthony Middleton, foi enforcado, arrastado e esquartejado em 6 de maio de 1590, em frente à mercearia onde havia sido capturado; “sobre a forca foi colocada uma inscrição: 'Por traição e favorecimento à invasão estrangeira'. Quando ele [Jones] protestou, foi jogado do cadafalso ... e a carnificina começou”.

## Beatificação
Foi beatificado em 15 de dezembro de 1929; sua festa é 6 de maio.